# Nicola Morra (brigante)

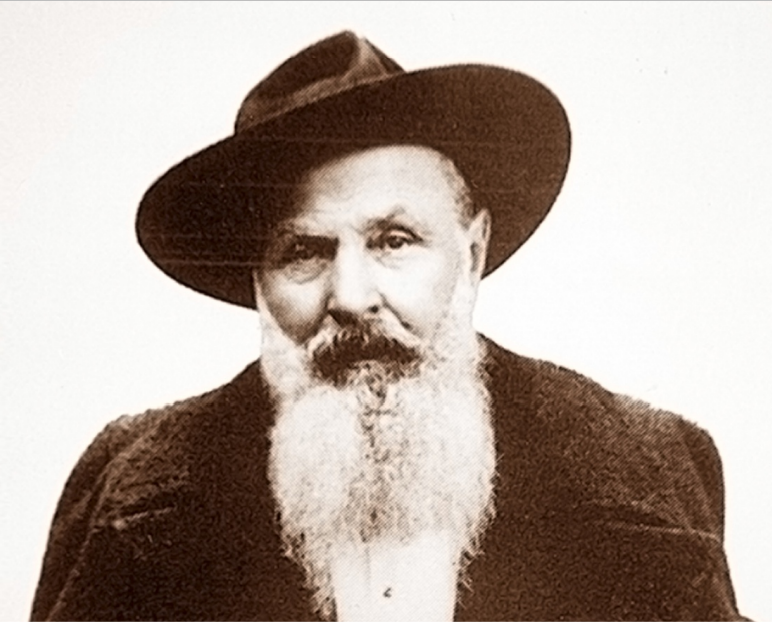
Nicola Morra

Nicola Morra (Cerignola, 17 giugno 1827 – Firenze, 13 maggio 1904) è stato un brigante italiano.

## Biografia
Nato a Cerignola il 17 giugno 1827 da Giandonato Morra, di famiglia benestante, da giovane aveva studiato a Lucera e possedeva una media istruzione con qualche interesse per le idee “liberali” degli Anni 40. Il padre era stato assassinato perché si era ribellato ad un ricatto. 
Il Morra, in un duello rusticano,  provocato da una controversia per un pascolo abusivo,  il 4 aprile 1849 uccise tale Vincenzo Mazzocco, subendo una condanna a 25 anni di carcere determinata da una testimonianza, probabilmente falsa, di Vincenzo Paciletto. In carcere Nicola Morra ebbe modo di conoscere le storie e le condizioni di vita della gente più povera, spesso imprigionata perché accusata di rubare per sfamarsi. Così, alla sua evasione avvenuta nel 1857, Nicola Morra decise di operare in favore delle classi svantaggiate bisognose di sostegno contro le angherie dei ricchi latifondisti. 
Doveva possedere molti appoggi tra la popolazione locale, infatti una denuncia anonima, pervenuta nel marzo 1859 a Napoli da Foggia al Ministro di Grazia e Giustizia, lamentava che “il Famigerato Nicola Morra non viene assicurato alla Giustizia e né verrà, sul motivo che vien garantito dal Giudice di Cerignola, e dall’Alfiere Signor Jeresi colà residente, atteso che il detto Morra giace tutta via nascosto in questa città, senza che viene molestato da chicchessia”

Ma fino a che punto Nicola Morra fosse amato a Cerignola e nel circondario è evidenziato dal fatto che quando più tardi si presenterà come candidato al Parlamento perderà per soli 41 voti sull'eletto, il potente Vincenzo De Nittis sindaco di Foggia. 

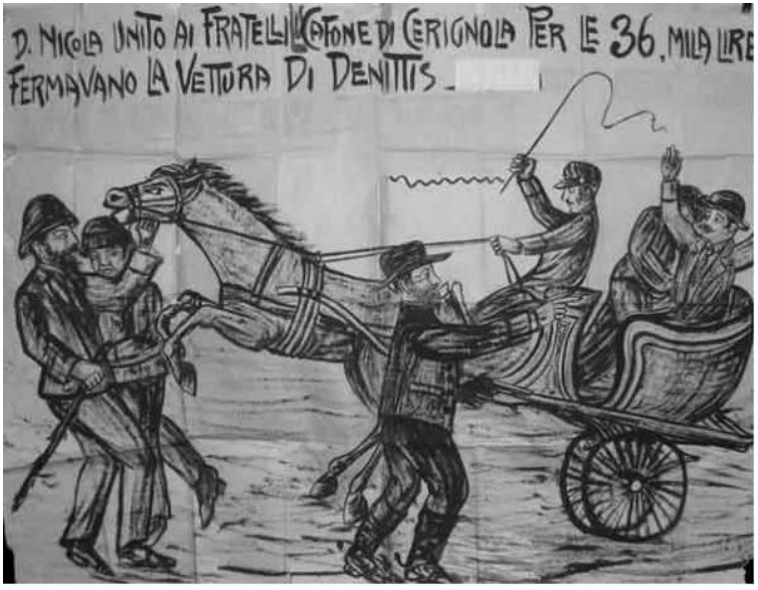
Immagine popolare della rapina di 36.000 lire a De Nittis

Il 4 agosto 1860 fu gravemente ferito ad un gomito da una fucilata di un guardiano del proprietario Giovanni Barone di Foggia, la cui carrozza Morra ed il suo braccio destro Gabriele Buchicchio avevano assalito. In tale episodio rimasero uccisi il cocchiere ed un fattore. Morra si rifugiò in una casa di Cerignola per quattro giorni ma poi di arrese per ricevere cure. Fu giudicato dalla Corte Criminale di Lucera che il 1º ottobre 1865 lo condannò a 18 anni da scontare nel carcere di Santo Stefano, al quale fu associato il 5 novembre successivo. Il Morra si schierò contro il nuovo stato unitario ma senza gli eccessi e le crudeltà di Crocco, Ninco Nanco ed altri briganti, avendo come scopo apparente il sostegno delle classi povere nei confronti dei latifondisti. Del resto queste idee non erano estranee nemmeno alla cultura ufficiale:
Come un Robin Hood nostrano, Nicola Morra si dedicò alla rapina ed al brigantaggio contro i più ricchi. Intervenne, secondo la leggenda, per proteggere i mezzadri dalle prepotenze dei fattori e dei padroni. Per questo, la tradizione attribuisce a Nicola Morra il benvolere e la protezione della popolazione. La tradizione popolare lo ricorda come fermo e deciso ma sempre cortese.
Fu molto appoggiato dalla popolazione che lo aiutò sia quando era alla macchia sia da ultimo quando era al confino a Monopoli in provincia di Bari, sottoposto a domicilio coatto. Un episodio illuminante, che si tramanda tra i discendenti del Cap. Pietro Capitanio, padre del noto chirurgo e politico Luigi Capitanio, relativo ad un incontro col Morra, sembra confermarlo: 

Canzoni popolari parlano delle sue gesta. Il Morra sopravvisse alla fine del brigantaggio, ferocemente represso dallo stato unitario con fucilazioni senza processo e provate crudeltà, continuando ad essere ricordato come “Don” Nicola. Cantastorie storici e scrittori hanno dipinto la figura del Morra con profusione di particolari ed interpretazioni anche contraddittorie. La sua memoria non è ancora spenta. 
Muore a 77 anni nel carcere di Firenze il 13 maggio 1904